# Mistrzostwa Świata Juniorów w Hokeju na Lodzie 2017/III Dywizja
Mistrzostwa Świata Juniorów w Hokeju na Lodzie III dywizji 2017 zostały rozegrane w dniach 16–22 stycznia 2017 roku.
W dywizji III walczyło 8 drużyn. Zmagania odbyły się w nowozelandzkim mieście Dunedin. Reprezentacje grały systemem każdy z każdym. Pierwsza drużyna awansowała do mistrzostw świata dywizji II gr. B w 2018 roku.
Hala, w której rozegrano zawody:
- Dunedin Ice Stadium, Dunedin

Grupa A
| Lp. | Zespół          | M | Pkt | Z | Zd | Pd | P | G+ | G- | +/- |
| --- | --------------- | - | --- | - | -- | -- | - | -- | -- | --- |
| 1   | Chiny           | 0 | 0   | 0 | 0  | 0  | 0 | 0  | 0  | 0   |
| 2   | Chińskie Tajpej | 0 | 0   | 0 | 0  | 0  | 0 | 0  | 0  | 0   |
| 3   | Islandia        | 0 | 0   | 0 | 0  | 0  | 0 | 0  | 0  | 0   |
| 4   | Izrael          | 0 | 0   | 0 | 0  | 0  | 0 | 0  | 0  | 0   |

| 16 stycznia 2017 | Izrael | 13:30 | Islandia | Dunedin Ice Stadium, Dunedin |

| 16 stycznia 2017 | Chiny | 17:00 | Chińskie Tajpej | Dunedin Ice Stadium, Dunedin |

| 17 stycznia 2017 | Izrael | 10:00 | Chińskie Tajpej | Dunedin Ice Stadium, Dunedin |

| 17 stycznia 2017 | Islandia | 17:00 | Chiny | Dunedin Ice Stadium, Dunedin |

| 19 kwietnia 2017 | Chińskie Tajpej | 10:00 | Islandia | Dunedin Ice Stadium, Dunedin |

| 19 kwietnia 2017 | Chiny | 17:00 | Izrael | Dunedin Ice Stadium, Dunedin |

Grupa B
| Lp. | Zespół            | M | Pkt | Z | Zd | Pd | P | G+ | G- | +/- |
| --- | ----------------- | - | --- | - | -- | -- | - | -- | -- | --- |
| 1   | Bułgaria          | 0 | 0   | 0 | 0  | 0  | 0 | 0  | 0  | 0   |
| 2   | Nowa Zelandia     | 0 | 0   | 0 | 0  | 0  | 0 | 0  | 0  | 0   |
| 3   | Południowa Afryka | 0 | 0   | 0 | 0  | 0  | 0 | 0  | 0  | 0   |
| 4   | Turcja            | 0 | 0   | 0 | 0  | 0  | 0 | 0  | 0  | 0   |

| 16 stycznia 2017 | Bułgaria | 10:00 | Południowa Afryka | Dunedin Ice Stadium, Dunedin |

| 16 stycznia 2017 | Nowa Zelandia | 20:30 | Turcja | Dunedin Ice Stadium, Dunedin |

| 17 stycznia 2017 | Turcja | 13:30 | Bułgaria | Dunedin Ice Stadium, Dunedin |

| 17 stycznia 2017 | Nowa Zelandia | 20:30 | Południowa Afryka | Dunedin Ice Stadium, Dunedin |

| 19 kwietnia 2017 | Południowa Afryka | 13:30 | Turcja | Dunedin Ice Stadium, Dunedin |

| 19 kwietnia 2017 | Bułgaria | 20:30 | Południowa Afryka | Dunedin Ice Stadium, Dunedin |

Mecze o miejsca 5-8
| 21 stycznia 2017 | 3A | 10:00 | 4B | Dunedin Ice Stadium, Dunedin |

| 21 stycznia 2017 | 3B | 13:30 | 4A | Dunedin Ice Stadium, Dunedin |

Półfinały
| 21 stycznia 2017 | 1B | 17:00 | 2A | Dunedin Ice Stadium, Dunedin |

| 21 stycznia 2017 | 1A | 20:30 | 2B | Dunedin Ice Stadium, Dunedin |

Mecz o 7 miejsce
| 22 stycznia 2017 | Przegrany z pierwszego meczu o miejsca 5-8 | 10:00 | Przegrany z drugiego meczu o miejsca 5-8 | Dunedin Ice Stadium, Dunedin |

Mecz o 5 miejsce
| 22 stycznia 2017 | Wygrany z pierwszego meczu o miejsca 5-8 | 13:30 | Wygrany z drugiego meczu o miejsca 5-8 | Dunedin Ice Stadium, Dunedin |

Mecz o 3 miejsce
| 22 stycznia 2017 | Przegrany z pierwszego półfinału | 17:00 | Przegrany z drugiego półfinału | Dunedin Ice Stadium, Dunedin |

Finał
| 22 stycznia 2017 | Zwycięzca pierwszego półfinału | 20:30 | Zwycięzca drugiego półfinału | Dunedin Ice Stadium, Dunedin |

Nagrody indywidualne
Dyrektoriat turnieju wybiera trójkę najlepszych zawodników, po jednym na każdej pozycji:
- Bramkarz:
- Obrońca:
- Napastnik:

Szkoleniowcy reprezentacji wybierają najlepszych zawodników swoich zespołów: